# Chapter 1 (The Mandalorian)
"Chapter 1" es el primer episodio de la serie de streaming The Mandalorian, además de su primera temporada. Fue escrito por el showrunner de la serie Jon Favreau y dirigido por Dave Filoni. El episodio tiene lugar en el universo de Star Wars cinco años después de los eventos de Return of the Jedi (1983). En el episodio, sigue a un cazarrecompensas solitario solo conocido como el Mandaloriano, que acepta una misión dada por un Cliente misterioso que le encarga traer con vida a un objetivo de cincuenta años. Lo ayuda el granjero de vapor Kuiil a cambio de poner fin a la constante actividad de cazarrecompensas en su área.
Fue emitido por primera vez el 12 de noviembre de 2019 a través de Disney+ en los Estados Unidos, en Australia el 19 de noviembre y en 2020 en el resto del mundo. El episodio recibió críticas muy positivas de los críticos con elogios hacia la actuación, las secuencias de acción, la partitura musical y la cinematografía de Pascal. Recibió varios elogios, incluidos dos premios Primetime Emmy. Esta clasificado por edades como TV-PG-V (Guía paterna sugerida, incluye secuencias de violencia).

## Argumento
Cinco años después de la caída del Imperio, un cazarrecompensas mandaloriano recoge una recompensa después de un intercambio de peleas en un bar. Se reúne con el líder de su gremio, Greef Carga, que en su mayoría tiene recompensas de bajos salarios que no cubrirán los gastos de viaje. Buscando obtener una gran recompensa, Carga le da solo una dirección de su próximo cliente que quiere que la recompensa sea privada.
El cliente, que usa stormtroopers imperiales como guardaespaldas, le da al Mandaloriano un objetivo vago para que cobre vida. La única información que se le permite dar es una edad (50 años) y la última ubicación conocida. Después de recibir Beskar, un metal especial que le dio el Cliente para obtener una mejora de armadura, el Mandaloriano se encuentra con el Armero que derrite el metal para darle la armadura de hombro Mandaloriana. El Armero dice que el metal se reunió en La Gran Purga Jedi y que el exceso patrocinará a otras fundiciones. El mandaloriano dice que una vez fue un niño de la fundación.
El Mandaloriano viaja al planeta del desierto y se encuentra con un nativo llamado Kuiil que quiere ayudarlo para que pueda deshacerse de los criminales y mercenarios que ahora habitan en el área. Kuiil le enseña al Mandaloriano a montar un Blurrg, ya que no hay vehículos de velocidad terrestre para atravesar el área, y lo envía a donde se encuentra su recompensa. Al llegar al escondite, el Mandaloriano se ve obligado a formar equipo con el droide de recompensa IG-11. Se las arreglan para limpiar toda la instalación y descubren que la recompensa es una criatura verde, de orejas grandes, la misma especie que Yoda. IG-11 planea matarlo, pero el Mandaloriano ataca al droide para proteger al bebé y su recompensa.

## Producción

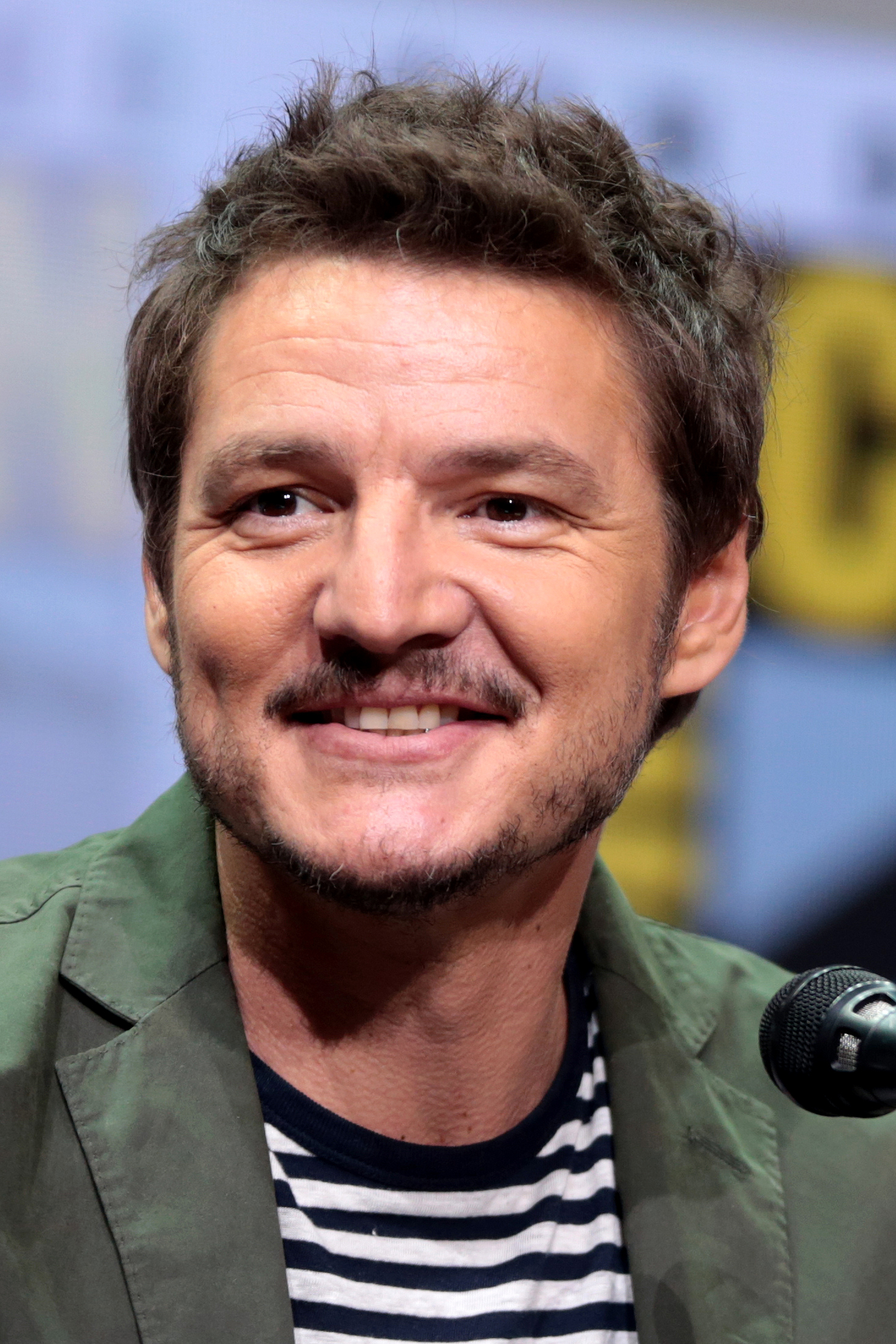
Din Djarin (El Mandaloriano), es interpretado por Pedro Pascal, siendo su actuación bien recibida por el público y la crítica.

Disney anunció que una nueva serie de acción en vivo de Star Wars se lanzará en Disney+ el 12 de noviembre de 2019. La serie está protagonizada por Pedro Pascal como el Mandaloriano titular. La serie costó más de US $ 100 millones para hacer un promedio de US $ 15 millones por episodio. "Chapter 1" estuvo dirigido por Dave Filoni, conocido por su trabajo en la serie Star Wars: The Clone Wars, y escrito por Jon Favreau.

## Recepción
El "Capítulo 1" actualmente tiene un 89% entre los críticos de Rotten Tomatoes con 46 reseñas, 66% en Metacritic entre 18 reseñas y un 8.8 en IMDb basado en más de 2000 reseñas. Lorraine Ali, de Los Angeles Times, describió el primer episodio como "un éxito de taquilla seguro y entretenido". Brian Tallerico de RogerEbert.com dijo que el estreno fue "como el personaje en el centro del espectáculo, este tipo conoce el trabajo. Engancha al espectador y lo mantiene enganchado a medida que el costo de la suscripción mensual se renueve. 'The Mandalorian' se siente capaz de hacer exactamente eso". Keith Phipps de Vulture declaró que "el Mandaloriano se levanta, [...] cavando en la sórdida vislumbre en la escena de la cantina del Episodio IV y en todo Rogue One". Melanie McFarland de Salon dijo que "La fuerza es fuerte con el debut de 'The Mandalorian'".
Emily VanDerWerff de Vox tuvo una recepción más tibia, afirmando "The Mandalorian combina Star Wars, Spaghetti Westerns y TV de prestigio. Está bien. ¿Pero Disney + no debería desear más que bien?" Además describió los primeros cinco minutos como "estirados".